# アイザック・ウォッツ

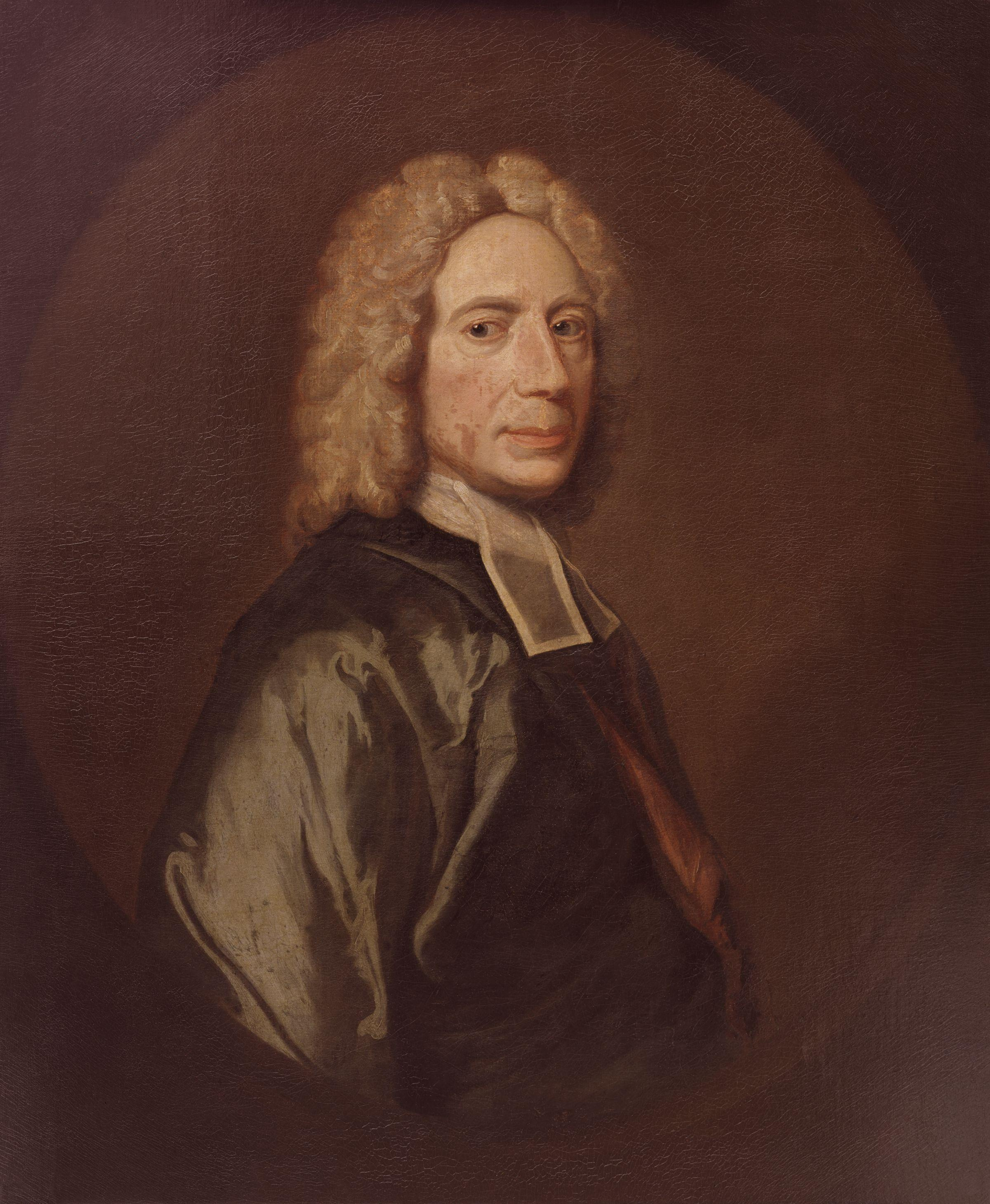
アイザック・ウォッツ

アイザック・ウォッツ（Isaac Watts、1674年7月17日 - 1748年11月25日）は、イギリスの牧師、讃美歌作家である。イギリスで初めての創作讃美歌集を出版。イギリス讃美歌の父と呼ばれる。今日でも世界的に愛唱されるクリスマス・キャロル " Joy to the World！ " 「もろびとこぞりて」の作詞者である。

## 生涯
1674年にサウサンプトンに非国教徒の家庭に生まれる。1681年頃、7歳より韻文を作り始め、1692年の18歳より、創作の讃美歌を作り始め、1707年イギリス最初の創作讃美歌集を出版し、生涯で600篇以上の讃美歌を作った。
国教会の大学に入る権利を放棄して、非国教会の私学で学び、1701年より22年間、マーク・レイン教会の牧師を務めた。
彼の作詞した讃美歌「さかえの主イエスの」は、「英語で書かれた最も美しい讃美歌」（マシュー・アーノルド）、「真のキリスト者心情の音調」（ジョン・グレッサム・メイチェン）と言われる。
また、1741年に出版された著者"The improvement of the mind"(知性の向上)は、製本屋で見習いをしていたマイケル・ファラデーが後々手に取ることになり、彼の人生に大きな影響を与えた一冊となった。